# Swanenburghshofje

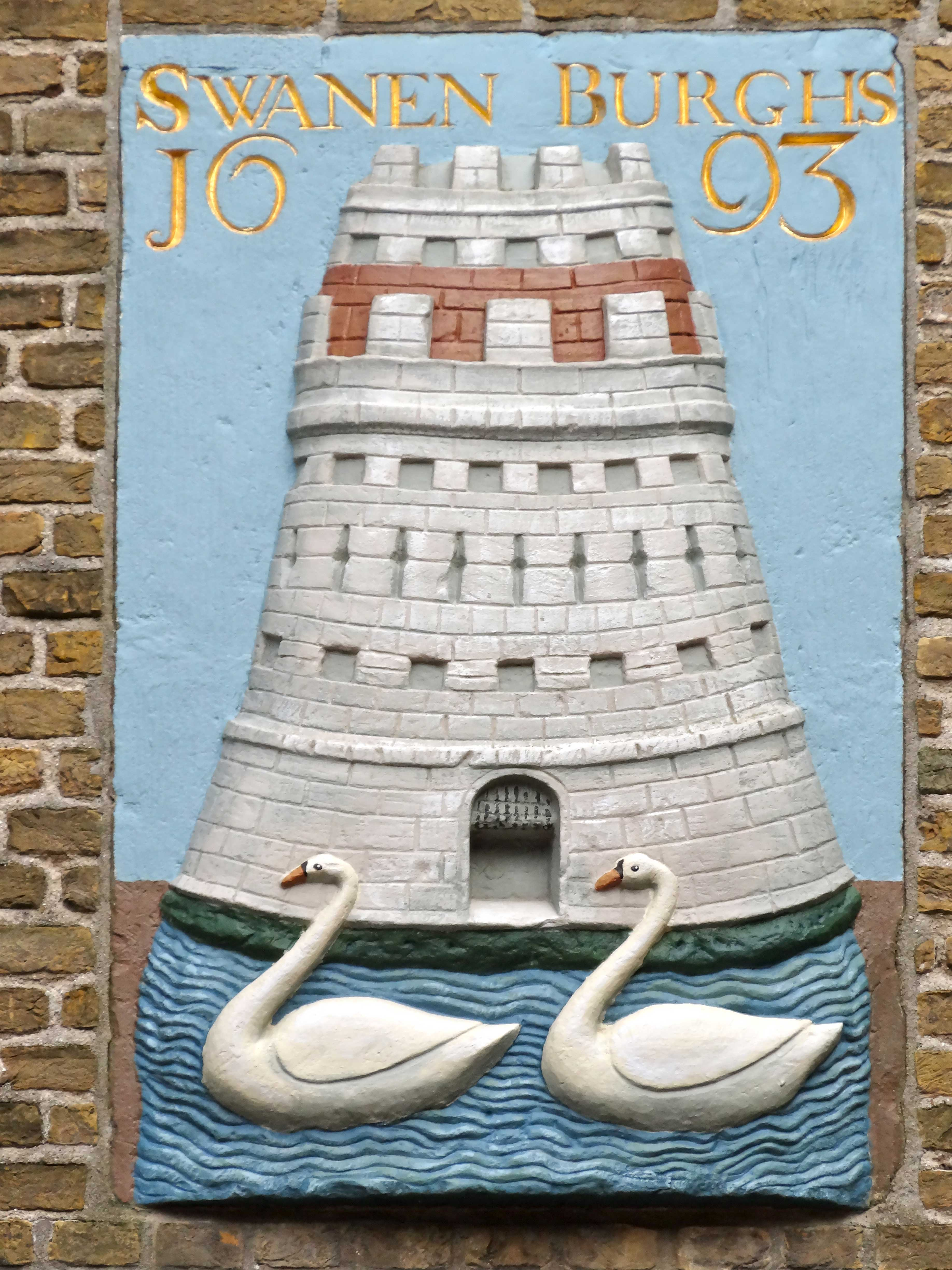
Gevelreliëf Swanenburghs hofje (ingemetseld in de buitenmuur van Museum Gouda

Het Swanenburghshofje (ook Swanenburgshofje) is een hofje van barmhartigheid gesticht in 1692 in de Nederlandse stad Gouda.
In 1692 werd uit de nalatenschap van Elisabeth Nathans Bars, weduwe van de houthandelaar Noach Cornelisz. Swanenburgh, een hofje van barmhartigheid gesticht aan de Groeneweg te Gouda. Zij was kort daarvoor overleden en had in 1689 in haar testament bepaald, dat haar vermogen geschonken zou worden aan de gereformeerde diaconie. Uit de opbrengst van de verkoop van haar goederen moest een erf gekocht worden waarop 12 huisjes zouden worden gebouwd. Voorts had zij bepaald dat het hofje als naam zou krijgen het Swanenburghshofje. De woningen waren, aldus haar testament, bestemd voor oude, eerlijcke vrijsters ofte weduwen.

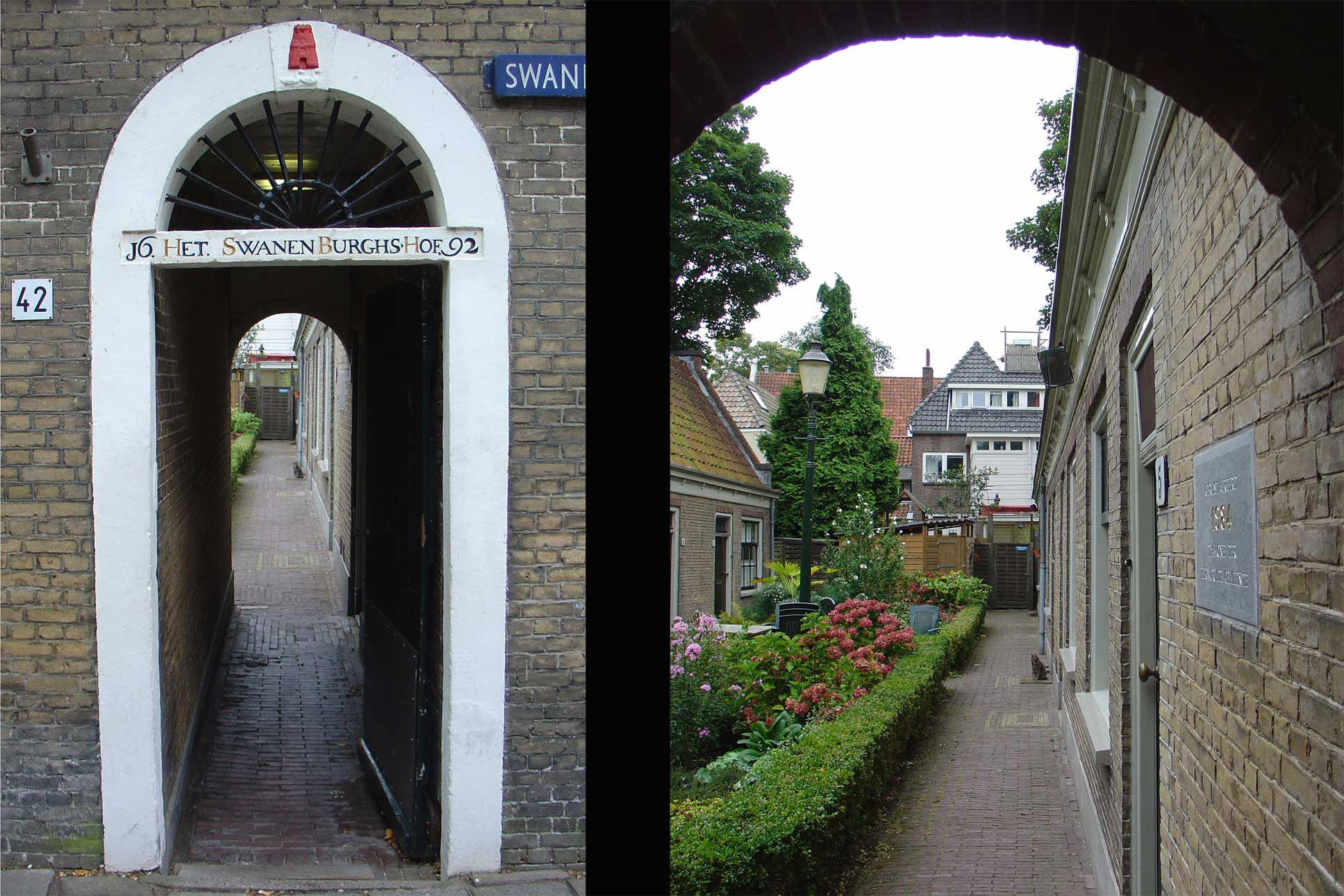
Het Swanenburghshofje aan de Groenenweg te Gouda

Het hofje werd gebouwd aan de Spieringstraat in Gouda op een deel van het zogenaamde Verbrande Erf. Op deze plek stond tot 1572 het Sint-Margarethaconvent of Sint-Margrietenklooster, waarschijnlijk het oudste vrouwenklooster van Gouda. Hans Aultermarck, een soldaat van Lumey, had het klooster in 1572 met zijn kompaan Christoffel Deyffsteder in brand gestoken en een daar wonende zuster van 80 jaar mishandeld. Hij werd hiervoor gevonnist en in 1573 ter dood gebracht.
In 1931 is de ingang van het hofje verplaatst van de Spieringstraat naar de Groeneweg. De steen op het toegangspoortje draagt een steen, die voorzien is, zo had de weduwe Swanenburgh bepaald, van hetzelfde wapen als van de steen op het graf van haar man in de Sint-Janskerk van Gouda.
In 1980 werd het hofje gerestaureerd. Het complex werd na de restauratie door de diaconie verhuurd aan de Stichting Christelijke Hulpverlening, 't Swanenburghs Hofje. Deze stichting gebruikt de woningen voor tijdelijke huisvesting in het kader van begeleid wonen.